# Matthieu Huard
Matthieu Emmanuel Wilfrid Huard (Neuilly-sur-Seine, 9 maggio 1998) è un calciatore francese, difensore del Red Star.

## Carriera
Cresciuto nel settore giovanile del Rennes, dal 2016 al 2019 totalizza 42 presenze e due reti con la squadra riserve, senza tuttavia riuscire ad esordire in prima squadra. Il 18 luglio 2019 viene acquistato dall'Ajaccio. Con la squadra corsa in tre anni totalizza 57 presenze tra tutte le competizioni, di cui 52 nella Ligue 2, la seconda divisione francese. Dopo aver giocato quattro incontri all'inizio della stagione 2021-2022, rimane svincolato e il 4 settembre 2021 viene ingaggiato a parametro zero dal Brescia. Debutta con le Rondinelle il 15 gennaio 2022, nell'incontro di Serie B vinto per 0-2 in casa della Reggina, subentrando al minuto 63' a Marko Pajač.

## Statistiche

### Presenze e reti nei club
Statistiche aggiornate al 26 maggio 2024.
| Stagione        | Squadra         | Campionato      | Campionato | Campionato | Coppe nazionali | Coppe nazionali | Coppe nazionali | Coppe continentali | Coppe continentali | Coppe continentali | Altre coppe | Altre coppe | Altre coppe | Totale | Totale |
| Stagione        | Squadra         | Comp            | Pres       | Reti       | Comp            | Pres            | Reti            | Comp               | Pres               | Reti               | Comp        | Pres        | Reti        | Pres   | Reti   |
| --------------- | --------------- | --------------- | ---------- | ---------- | --------------- | --------------- | --------------- | ------------------ | ------------------ | ------------------ | ----------- | ----------- | ----------- | ------ | ------ |
| 2016-2017       | Rennes 2        | N2              | 7          | 0          | -               | -               | -               | -                  | -                  | -                  | -           | -           | -           | 7      | 0      |
| 2017-2018       | Rennes 2        | N2              | 17         | 0          | -               | -               | -               | -                  | -                  | -                  | -           | -           | -           | 17     | 0      |
| 2018-2019       | Rennes 2        | N3              | 23         | 2          | -               | -               | -               | -                  | -                  | -                  | -           | -           | -           | 23     | 2      |
| Totale Rennes 2 | Totale Rennes 2 | Totale Rennes 2 | 47         | 2          |                 | -               | -               |                    | -                  | -                  |             | -           | -           | 47     | 2      |
| 2019-2020       | Ajaccio         | L2              | 25         | 0          | CF+CdL          | 1+2             | 0               | -                  | -                  | -                  | -           | -           | -           | 28     | 0      |
| 2020-2021       | Ajaccio         | L2              | 23         | 0          | CF              | 2               | 0               | -                  | -                  | -                  | -           | -           | -           | 25     | 0      |
| lug.-ago. 2021  | Ajaccio         | L2              | 4          | 0          | CF              | 0               | 0               | -                  | -                  | -                  | -           | -           | -           | 4      | 0      |
| Totale Ajaccio  | Totale Ajaccio  | Totale Ajaccio  | 52         | 0          |                 | 5               | 0               |                    | -                  | -                  |             | -           | -           | 57     | 0      |
| set. 2021-2022  | Brescia         | B               | 6+3        | 0          | CI              | -               | -               | -                  | -                  | -                  | -           | -           | -           | 9      | 0      |
| 2022-2023       | Brescia         | B               | 26+1       | 0          | CI              | 2               | 0               | -                  | -                  | -                  | -           | -           | -           | 29     | 0      |
| 2023-2024       | Brescia         | B               | 19         | 0          | -               | -               | -               | -                  | -                  | -                  | -           | -           | -           | 19     | 0      |
| Totale Brescia  | Totale Brescia  | Totale Brescia  | 51+4       | 0          |                 | 2               | 0               |                    | -                  | -                  |             | -           | -           | 57     | 0      |
| Totale carriera | Totale carriera | Totale carriera | 150+4      | 2          |                 | 7               | 0               |                    | -                  | -                  |             | -           | -           | 161    | 2      |